# Herméville-en-Woëvre
Herméville-en-Woëvre és un municipi francès situat al departament del Mosa i a la regió del Gran Est. L'any 2007 tenia 247 habitants.

## Demografia

### Població
El 2007 la població de fet de Herméville-en-Woëvre era de 247 persones. Hi havia 84 famílies, de les quals 20 eren unipersonals (4 homes vivint sols i 16 dones vivint soles), 24 parelles sense fills, 32 parelles amb fills i 8 famílies monoparentals amb fills.
La població ha evolucionat segons el següent gràfic:
Habitants censats

### Habitatges
El 2007 hi havia 105 habitatges, 86 eren l'habitatge principal de la família, 15 eren segones residències i 4 estaven desocupats. 100 eren cases i 4 eren apartaments. Dels 86 habitatges principals, 75 estaven ocupats pels seus propietaris, 9 estaven llogats i ocupats pels llogaters i 2 estaven cedits a títol gratuït; 1 tenia dues cambres, 9 en tenien tres, 18 en tenien quatre i 58 en tenien cinc o més. 69 habitatges disposaven pel capbaix d'una plaça de pàrquing. A 42 habitatges hi havia un automòbil i a 29 n'hi havia dos o més.

### Piràmide de població
La piràmide de població per edats i sexe el 2009 era:
| Homes | Edats   | Dones |
| ----- | ------- | ----- |
| 0     | 95 o +  | 0     |
| 0     | 90 a 94 | 0     |
| 12    | 85 a 89 | 4     |
| 0     | 80 a 84 | 0     |
| 4     | 75 a 79 | 8     |
| 8     | 70 a 74 | 8     |
| 8     | 65 a 69 | 8     |
| 8     | 60 a 64 | 4     |
| 12    | 55 a 59 | 4     |
| 4     | 50 a 54 | 12    |
| 12    | 45 a 49 | 12    |
| 12    | 40 a 44 | 12    |
| 0     | 35 a 39 | 4     |
| 0     | 30 a 34 | 4     |
| 0     | 25 a 29 | 0     |
| 12    | 20 a 24 | 4     |
| 0     | 15 a 19 | 4     |
| 4     | 10 a 14 | 0     |
| 8     | 5 a 9   | 4     |
| 0     | 0 a 4   | 4     |

## Economia
El 2007 la població en edat de treballar era de 130 persones, 84 eren actives i 46 eren inactives. De les 84 persones actives 79 estaven ocupades (48 homes i 31 dones) i 5 estaven aturades (2 homes i 3 dones). De les 46 persones inactives 15 estaven jubilades, 7 estaven estudiant i 24 estaven classificades com a «altres inactius».

### Ingressos
El 2009 a Herméville-en-Woëvre hi havia 86 unitats fiscals que integraven 235 persones, la mediana anual d'ingressos fiscals per persona era de 15.331 €.

### Activitats econòmiques
Dels 11 establiments que hi havia el 2007, 1 era d'una empresa extractiva, 4 d'empreses de construcció, 3 d'empreses de comerç i reparació d'automòbils, 1 d'una empresa de transport, 1 d'una empresa d'hostatgeria i restauració i 1 d'una empresa de serveis.
Dels 3 establiments de servei als particulars que hi havia el 2009, 1 era un paleta, 1 lampisteria i 1 restaurant.
L'any 2000 a Herméville-en-Woëvre hi havia 14 explotacions agrícoles que ocupaven un total de 1.015 hectàrees.

## Poblacions més properes
El següent diagrama mostra les poblacions més properes.